# Полемеј
Полемеј или Птолемеј (до 309. п. н. е.) је био Антигонов нећак и генерал. У име Антигона ослободио је Кападокију. Када је стигао у Грчку истерао је македонске гарнизоне из многих градова враћајући градовима слободу. Напустио је Антигона 310. п. н. е. и прешао на страну Касандра и Птолемеја. Птолемеј га је убио 309. п. н. е. због ковања завере против њега.

## Антигонов нећак
По први пут се помиње 320. п. н. е. када је Антигон опседао Еумена у тврђави Нора у Каподокији. Антигон је позвао Еумена на преговоре, а као таоца је послао свога нећака Полемеја.

## Ослобађа Каподокију
Током 315. п. н. е. Антигон се припремао за рат против савеза Касандра, Птолемеја и Селеука. Док је он ратовао са Еуменом на истоку Асандрова војска је заузела Кападокију и опседала је Амфису (данашњи Самсун) на обали Црнога мора. Антигон је послао Полемеја да ослободи Амфису опсаде. Полемеј је ослободио Амфису и целу Каподокију је вратио под Антигонову власт. Полемеј је након тога кренуо у Битинију и присилио је битинијскога краља Зибита да оконча опсаду Халкедона и Астака. Склопио је савез и са тим градовима и са Зибитом, па је кренуо према Јонији и Лидији, јер је Селеук имао намере да заузима градове у том подручју. Селеук је престао са опсадом Еритре када је сазнао за долазак Полемеја.

## Рат у Карији
Након што је осигурао да је Јонија под Антигоновом влашћу Полемеј је кренуо према Асандровој сатрапији Карији. Међутим Птолемеј је послао Мирмидона са најамницима да помогне Асандру. Постојала је опасност да Антигон крене у Европу, па је Касандар одлучио да одлучније помогне преосталога савезника у Малој Азији, Асандра. На тај начин се надао да ће Антигону створити проблеме и ометати припреме за прелаз у Европу.

## Полемејева велика победа
Касандар је послао велику војску 313/312. п. н. е. да помогне Асандру, а на челу војске су били сам Асандар и Препелај. Када су стигли у Карију сазнали су да је Полемеј послао војску на зимовање, а и да је заузет сахраном оца. Због тога су послали Еуполема са 8.000 пешака и 200 коњаника да изненади непријатеља. Полемеј је сазнао за непријатељски план, па је сакупио 8.300 пешака и 600 коњаника и изненадним нападом по ноћи заробио је целу војску. Заробио је и војску и Еуполема. Антигон је стигао на челу велике војске и напао је Карију. Полемеј је тада заузео град Јас. Антигон Монофталмос је заузео целу Карију.

## Полемеј ослобађа Еубеју
Антигон га је 312. п. н. е. послао у Грчку са 5.000 пешака и 500 коњаника. Пратио их је адмирал Медије са 150 бродова. Били су у савезу са Беотијом и са Етолијом. Од Беотскога савеза Полемеј је добио 2.200 пешака и 1.300 коњаника. Водила се битка ко ће контролисати острво Еубеју. Касандар је држао једино Халкиду, стратешки најважније место на Еубеји. Антигон је кренуо према Хелеспонту, па се Касандар преплашио, оставио у Халкиди мању посаду и вратио се у Македонију. Полемеј је искористио прилику и заузео је Халкиду. Халкиђанима је дозволио да остану без Антигонове посаде дајући на знање да Антигон намерава да ослободи Грчку.

## Полемејеви успеси у Беотији, Атици, Фокиди и Еубеји
Након Еубеје Полемеј је ослободио Ороп од Касандрове војске. Примио је у савез еубејске градове Еретрију и Калист и кренуо је према Атици. Атином је тада управљао Деметрије Фалеронски. Атињани су већ раније упутили тајну делегацију Антигону, позивјући га да ослободи град, а када се Полемеј појавио пред зидинама Атине њени грађани су натерали Деметрија Фалеронскога да склопи примирје са Антигоном и да преговара о савезу. Полемеј је након тога ослободио Тебу. У Фокиди је избацио Касандрове посаде из многих градови и многи градови су прешли на његову страну. У Локриди су Опунћани били на страни Касандра па је Полемој морао да их опседа. Из многих грчких градова избацио је македонске гарнизоне и вратио градовима слободу.

## Интервенција на Пелопонезу
Антигонов адмирал Телесфор је са делом Антигонове флоте био крај Коринта. Био је љут на Антигона и љубоморан јер је Антигон све послове у Грчкој поверио Полемеју. Телесфор је због тога одлучио да напуст Антигона и да ратује за свој рачун. Дошао је у Елиду, освојио је и опљачкао светилиште у Олимпији. Након тога Полемеј је интервенисао, дошао са војском на Пелопонез и вратио Елиду њеним грађанима, а новац је вратио у светилиште. Изгледа да је на Пелопонезу боравио све до 311. п. н. е., тј до мировног споразума.

## Одметнуће од Антигона и прелазак на страну Касандра
Полемеј је 310. п. н. е. одлучио да напусти свога ујака Антигона и да пређе на страну Касандра и Птолемеја. Било је то таман када се Касандар спремао да обнови ратна дејства. Полемеј је на Хелеспонту оставио свога пријатеља Феника и послао му је војску и наговорио га да ни он не слуша Антигона. Полемеј се надао да ће бити стратег Пелопонеза, али када су се Касандар и Полиперхон помирили више није било те могућности.

## Смрт
Када је Птолемеј 309. п. н. е. стигао на Кос Полемеј је кренуо да му се придружи. Птолемеј га је најпре пријатељски примио, али преплашио се Полемејевих интрига и амбиција, јер Полемеј је настојао да поклонима поткупи Птолемејеве официре Птолемеј је ухапсио Полемеја и натерао га да испије отров.